# Kantonsmuseum für Archäologie und Geschichte (Lausanne)

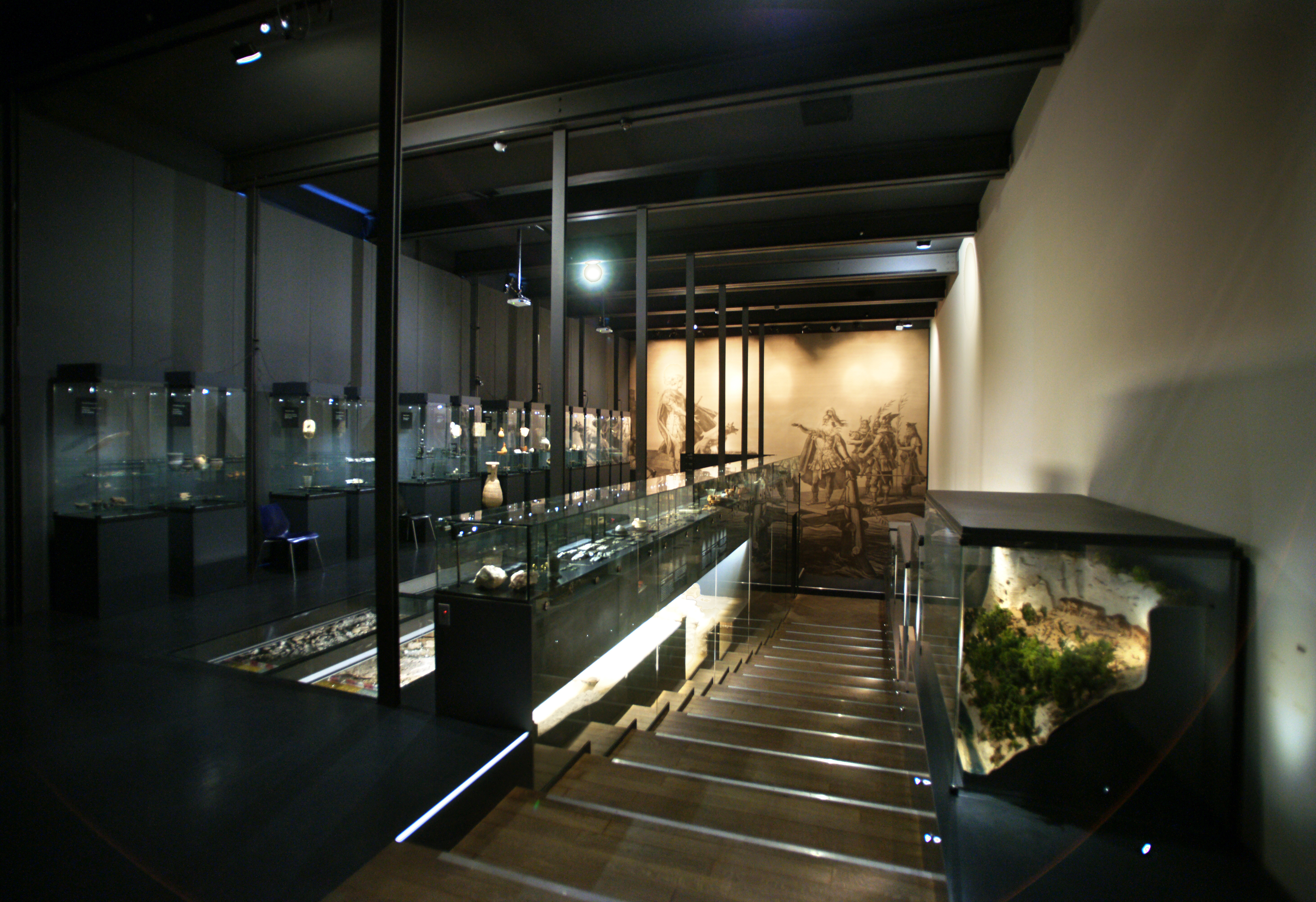
Museum für Archäologie und Geschichte Lausanne

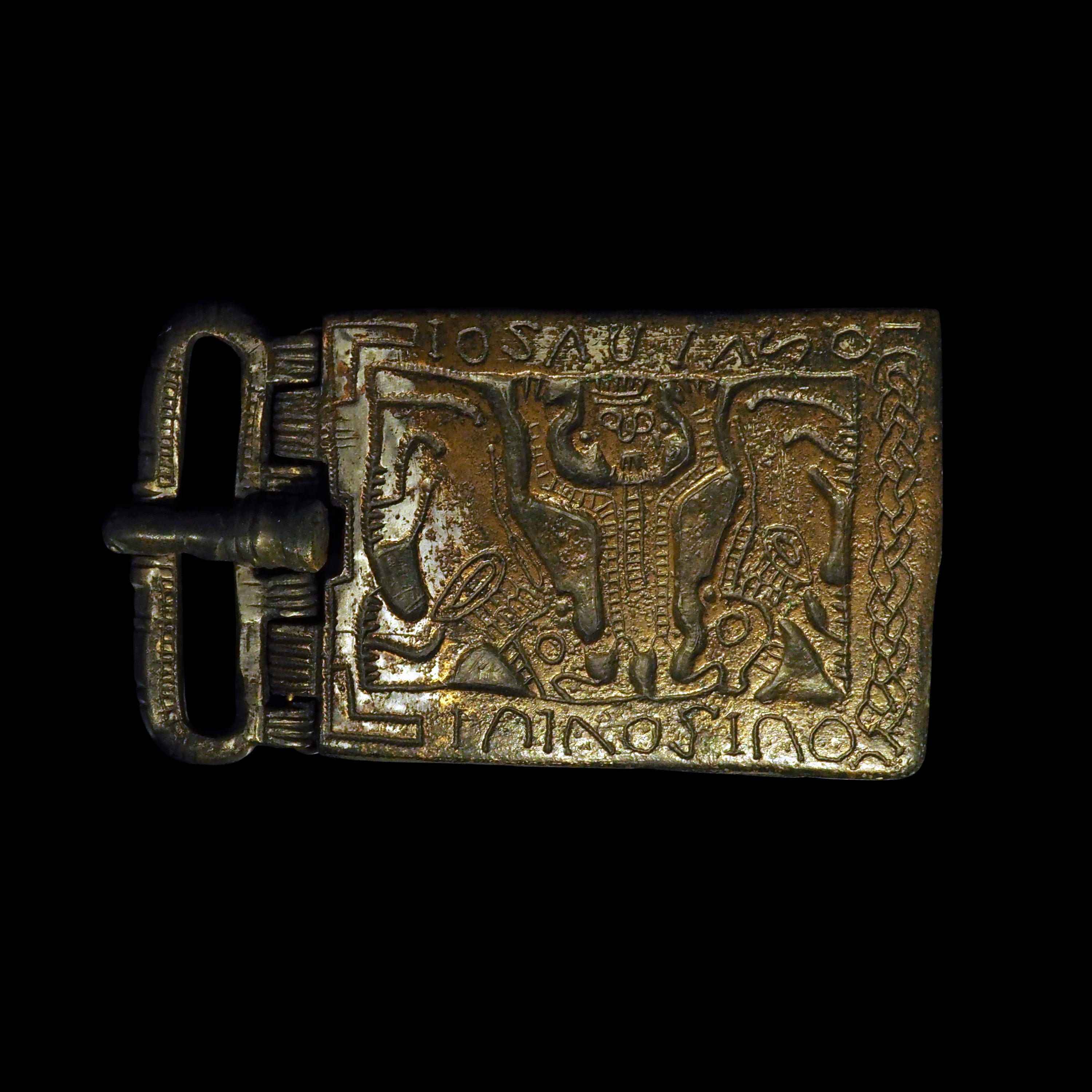
Frühmittelalterliche Gürtelschnalle

Das Kantonsmuseum für Archäologie und Geschichte (französisch Musée cantonal d’archéologie et d’histoire de Lausanne) ist ein historisches Museum in Lausanne, der Hauptstadt des Kantons Waadt.
Das Museum wurde im Jahr 1852 gegründet. Seit 1906 befindet es sich neben anderen kantonalen Museen im Palais de Rumine, einem grossen öffentlichen Gebäude, das von 1898 bis 1906 nach Plänen des Architekten Gaspard André zunächst als Hauptgebäude für die Universität Lausanne im Stadtzentrum errichtet wurde und heute als Sitz mehrerer kultureller Institutionen des Kantons dient.
Das Museum für Archäologie und Geschichte bewahrt seine umfangreiche Objektsammlung im kantonalen Zentraldepot für Kulturgüter in Lucens auf. Es verfügt über zwei grosse Ausstellungsräume im Palais de Rumine. Im Raum, der dem Archäologen und Museumskonservator Frédéric Troyon gewidmet ist, zeigt es eine Ausstellung zur Urgeschichte im Gebiet der Waadt, und im Albert-Naef-Saal eine Ausstellung über die Kantonsgeschichte von der Eisenzeit und der Römerzeit bis zur Gegenwart.
Das kantonale Museum für Archäologie und Geschichte arbeitet mit ähnlichen Institutionen besonders in der Westschweiz zusammen, so mit dem Laténium in Neuenburg oder dem Römischen Museum Lausanne-Vidy.